# Pseudopecoeloides equesi
Pseudopecoeloides equesi är en plattmaskart. Pseudopecoeloides equesi ingår i släktet Pseudopecoeloides och familjen Opecoelidae. Inga underarter finns listade i Catalogue of Life.